# Konrad Zuse
Konrad Ernst Otto Zuse (Berlim, 22 de junho de 1910 — Hünfeld, 18 de dezembro de 1995) foi um engenheiro, inventor e empresário alemão e um pioneiro dos computadores.
Sua maior conquista foi o primeiro computador elétrico e programável do mundo; o Z3 controlado por programa funcional tornou-se operacional em maio de 1941. Graças a esta máquina e suas predecessoras, Zuse tem sido frequentemente considerado o inventor do computador moderno.
Zuse ficou conhecido pela máquina de computação S2, considerada o primeiro computador de controle de processo. Em 1941, ele fundou uma das primeiras empresas de computadores, produzindo o Z4, que se tornou o primeiro computador comercial do mundo. De 1943 a 1945 ele projetou o Plankalkül, a primeira linguagem de programação de alto nível. Em 1969, Zuse sugeriu o conceito de um universo baseado em computação em seu livro Rechnender Raum (Calculando o Espaço).
Grande parte de seus primeiros trabalhos foi financiado por sua família e comércio, mas depois de 1939 ele recebeu recursos do governo da Alemanha nazista. Devido à Segunda Guerra Mundial, o trabalho de Zuse passou despercebido no Reino Unido e nos Estados Unidos. Possivelmente, sua primeira influência documentada em uma empresa norte-americana foi a opção da IBM por suas patentes em 1946.

## Biografia
Konrad Zuse nasceu em Berlim em 1910. Em 1912, sua família se mudou para o leste da Prússia, para Braunsberg, hoje a cidade de Braniewo , na Polônia, onde seu pai trabalha nos Correios. Zuse estudou no Collegium Hosianum, na cidade e em 1923, a família se mudou para Hoyerswerda, onde prestou o vestibular para a univerisdade em 1928.
Zuse ingressou na Universidade Técnica de Berlim, onde chegou a estudar tanto engenharia quanto arquitetura, áreas que estavam em alta na época, mas que achou extremamente chatas. Seguiu então para a área da engenharia civil, formando-se em 1925.

## Carreira
Depois de se formar, Zuse trabalhou na Ford Motor Company, usando suas habilidades artísticas na produção de propagandas. Em seguida, começou a trabalhar na fábrica de aeronaves da Henschel & Sohn, que exigia a realização de muitos cálculos rotineiros à mão, levando-o a teorizar e planejar uma forma de fazê-los por máquina.

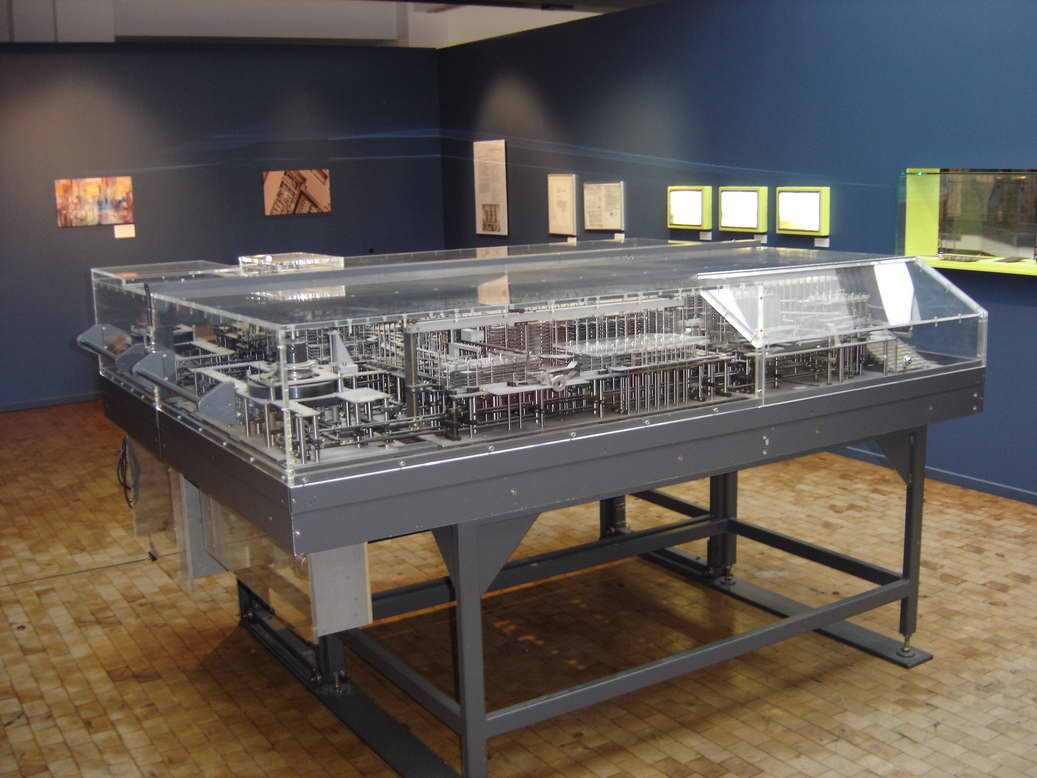
Réplica do Z1 no Museu Alemão de Tecnologia, em Berlim

Morando no apartamento dos pais, em 1935, ele começou a construir computadores. Sua primeira tentativa foi o Z1, uma unidade aritmética mecânica, que lia instruções de um filme perfurado de 35 mm.
Em 1937, ele submeteu duas patentes que antecipavam a Arquitetura de von Neumann. Em 1938, Zuse terminou o Z1, que continha cerca de 30.000 peças de metal e nunca funcionou bem devido à precisão mecânica insuficiente. Em 30 de janeiro de 1944, o Z1 e seus projetos originais foram destruídos com o apartamento de seus pais e muitos edifícios vizinhos por um ataque aéreo britânico na Segunda Guerra Mundial.
Zuse completou seu trabalho de forma totalmente independente de outros importantes cientistas da computação e matemáticos de sua época. Entre 1936 e 1945, ele estava em isolamento intelectual quase total.

## Morte
Zuse morreu em 18 de dezembro de 1995 em Hünfeld, aos 85 anos, devido a uma insuficiência cardíaca.